# Roy E. Steckel
Pour les articles homonymes, voir Steckel.
 (août 2023).
La mise en forme du texte ne suit pas les recommandations de Wikipédia : il faut le « wikifier ».
Les points d'amélioration suivants sont les cas les plus fréquents :
- Les titres sont pré-formatés par le logiciel. Ils ne sont ni en capitales, ni en gras.
- Le texte ne doit pas être écrit en capitales (les noms de famille non plus), ni en gras, ni en italique, ni en « petit »…
- Le gras n'est utilisé que pour surligner le titre de l'article dans l'introduction, une seule fois.
- L'italique est rarement utilisé : mots en langue étrangère, titres d'œuvres, noms de bateaux, etc.
- Les citations ne sont pas en italique mais en corps de texte normal. Elles sont entourées par des guillemets français : « et ».
- Les listes à puces sont à éviter, des paragraphes rédigés étant largement préférés. Les tableaux sont à réserver à la présentation de données structurées (résultats, etc.).
- Les appels de note de bas de page (petits chiffres en exposant, introduits par l'outil «  Source ») sont à placer entre la fin de phrase et le point final[comme ça].
- Les liens internes (vers d'autres articles de Wikipédia) sont à choisir avec parcimonie. Créez des liens vers des articles approfondissant le sujet. Les termes génériques sans rapport avec le sujet sont à éviter, ainsi que les répétitions de liens vers un même terme.
- Les liens externes sont à placer uniquement dans une section « Liens externes », à la fin de l'article. Ces liens sont à choisir avec parcimonie suivant les règles définies. Si un lien sert de source à l'article, son insertion dans le texte est à faire par les notes de bas de page.
- La présentation des références doit suivre les conventions bibliographiques. Il est recommandé d'utiliser les modèles {{Ouvrage}}, {{Chapitre}}, {{Article}}, {{Lien web}} et/ou {{Bibliographie}}. Le mode d'édition visuel peut mettre en forme automatiquement les références.
- Insérer une infobox (cadre d'informations à droite) n'est pas obligatoire pour parachever la mise en page.

Pour une aide détaillée, merci de consulter Aide:Wikification.
Si vous pensez que ces points ont été résolus, vous pouvez retirer ce bandeau et améliorer la mise en forme d'un autre article.
Roy Edmund Steckel (17 octobre 1887 - 14 novembre 1950) était le chef du Los Angeles Police Department du 30 décembre 1929 au 9 août 1933.
Sous son autorité, il eut à gérer la sécurité des Jeux Olympiques d'été de 1932. Le LAPD employait alors 800 policiers dûment assermentés. Selon son site officiel, la criminalité fut très faible pendant les Jeux olympiques, avec seulement deux vols, huit cambriolages, 39 vols et 10 vols de voitures[source insuffisante].
Steckel fut démis de ses fonctions de chef par le nouveau maire Frank L. Shaw. En effet, Steckel, en accord avec l'ancien maire John Clinton Porter, avait employé un ancien détective du LAPD afin de piloter une opération de renseignement visant à la fois le service de police lui-même et les responsables de la ville. Le conseil municipal de Los Angeles a dissous l'opération de renseignement après trois ans d'existence[réf. nécessaire]. L'incident conduisit le Time Magazine à nommer le LAPD, "super-fouineurs".

## Innovations
Pendant le mandat de Steckel en tant que chef de la police, l'utilisation de la radio à bord des véhicules de patrouille, fut mise en œuvre pour la première fois. Surnommé « le système radio de la police municipale le plus moderne au monde », le réseau transmettait des informations à partir d'un émetteur situé à Elysian Park et utilisait huit standards à l'hôtel de ville. Quarante-quatre voitures de patrouille étaient équipées de communications radio, bien que la diffusion bidirectionnelle ne soit arrivée qu'en 1938[source insuffisante].
Le réseau radio réduisit les temps d'intervention de la police à moins de trois minutes[réf. nécessaire].
Sous Steckel, la première "patrouille aérienne" du LAPD, composée de dix policiers affectés à un escadron à voilure fixe, fut mise en place en 1931.[réf. nécessaire]

## Controverses
Au cours des premières années de la Grande Dépression, un mouvement de protestation naquit à Los Angeles et en Californie pour refuser les prestations sociales aux immigrants mexicains dans le cadre d'une campagne générale visant à les rapatrier au Mexique, apparemment pour réduire le chômage. Cela a conduit au programme de rapatriement mexicain de la Californie. En 1931, le chef Steckel affirmait : « La plupart de nos problèmes de criminalité sont causés par des extraterrestres sans respect pour les lois du pays."[réf. nécessaire]

## Vie privée
En 1911, Steckel se marie avec Hazel Blanche Pierce. Une fille, naquit de cette union, Ellouise, en 1933.
Steckel meurt le 14 novembre 1950, à Los Angeles. Il est inhumé au Angelus Rosedale Cemetery, de Los Angeles.